# Troncal Insular
La Troncal Insular (E5) es una carretera de Ecuador exclusiva de las Islas Baltra y Santa Cruz en la Provincia Insular de Galápagos. 

## Descripción
Esta troncal se inicia en el aeropuerto de Baltra, en la isla del mismo nombre. Se extiende en dirección sur hasta llegar a la costa sur de la isla. La troncal se retoma en la costa norte de la isla Santa Cruz. Desde la costa norte de esta última isla, la troncal se dirige en sentido norte-sur por el centro de la isla pasando por las localidades de Santa Rosa, El Carmen, y Bellavista hasta terminar en la ciudad de Puerto Ayora en la costa sur de la isla. 

## Localidades destacables
De norte a sur:
- Baltra, Galápagos
- Santa Rosa, Galápagos
- El Carmen, Galápagos
- Bellavista, Galápagos
- Puerto Ayora, Galápagos